# Gustaf Willnauer

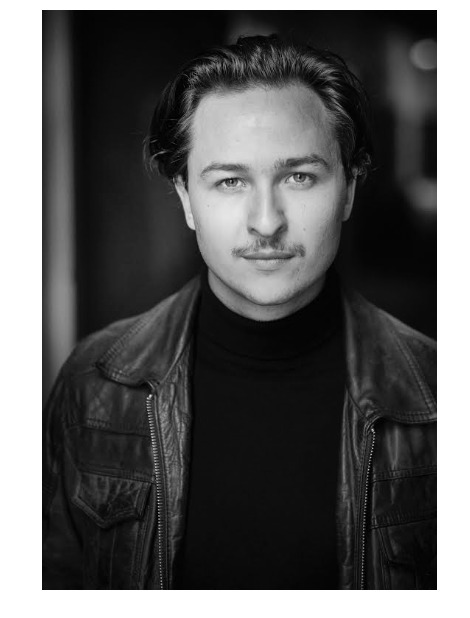
Gustaf Willnauer (2024)

Gustaf Jakob Willnauer  (geb. 12. September 1994 in Berlin) ist ein deutscher Schauspieler und Stylist für Film.

## Leben
Gustaf Willnauer wurde 2010 auf der Stylist-Akademie bei Vidal Sassoon in Hamburg von den Friseuren Nicola Matthew, Gerald Battl-Welch und Peter Dawson zum Stylisten ausgebildet. Ab 2014 arbeitete er zunächst in verschiedenen Salons, bis er sich nach der Zusammenarbeit mit der Maskenbildnerin Ruth Ute Wagner bei der Serie Babylon Berlin als Stylist, Maskenbildner als Spezialist für Filmhaarschnitte selbstständig machte.
2018–2022 schloss er sein Schauspielstudium auf der Hochschule für Schauspielkunst Ernst Busch ab. 2023 erlangte er sein Diplom in der Talmi-Methode bei Martin Gruber.
Mit der Schauspielerin Lena Lauzemis hat Gustaf J. Willnauer ein gemeinsames Kind. Er lebt und arbeitet in Berlin.

## Theaterengagements
- 2008: Kleiner Titus | Die Schändung | William Shakespeare | Berliner Ensemble | Regie: Thomas Langhoff
- 2021: By My Man. Regie: Tjörvi Lederer[2]
- 2022: Der Rest wird Leicht sein. Regie: Alina Fluck. Rolle: Piet Hain[3]
- 2023: Gas!! nach Georg Kaiser, Regie: Max Radestock[4]

## Filmografie (Auswahl)
- 2020: Der Sprung. Regie: Boris Hars-Tschachotin
- 2021: Ludwig Karg. Regie: Julia von Heinz[5]
- 2023: Mann | Zum Kuckuck mit der Liebe | Regie: Andrea Salvat[6]
- 2024: Todesanzeige – für Inge Müller | Regie: Kirsten Burger[7]
- 2024: Der plötzliche Spaziergang | Altes Europa. Eigenregie | Kamera und Ton: Konstantin Fiedler und Juri Gerber[8]
- 2024: Mören | Jugend | Network Movie | Regie: Simon Ostermann

## Hörspiele (Auswahl)
- 2023: Nathalie Rosenbaum: Dein Lied wird noch die Welt vergnügen (Café-Besucher/Mitarbeiter) – Regie: Nathalie Rosenbaum (Original-Hörspiel – Deutschlandradio)[9]

## Vita Stylist

### Musikvideos (Auswahl)
- 2021: Solero[10]
- 2022: Lotte (Support Dominik Hartz)[11]
- 2022: Dominik Hartz (Support tour für Cassia)
- 2022:Am Ende des Tages (Dominik Hartz)[12]
- 2022: Blauer Himmel (Dominik Hartz)[13]
- 2023: miss me (visualizer) (Eli Riccardi)[14]

### Film und Fernsehen (Auswahl)
- 2021–2023: Kleo, Netflix-Serie, Styling für die Rolle Kleo
- 2021–2023: Bad Spies, Spielfilm, Styling des Casts
- 2022: Tribute von Panem, Styling des Casts
- lipstick on the glass, Drama, Styling Lena Lauzemis